# Њутаун Грант (Пенсилванија)
Њутаун Грант (енгл. Newtown Grant) насељено је место без административног статуса у америчкој савезној држави Пенсилванија.

## Демографија
По попису из 2010. године број становника је 3.620, што је 267 (-6,9%) становника мање него 2000. године.
| Група             | 2000.         | 2010.         |
| Белци             | 3.643 (93,7%) | 3.101 (85,7%) |
| Афроамериканци    | 48 (1,2%)     | 49 (1,4%)     |
| Азијати           | 105 (2,7%)    | 327 (9,0%)    |
| Хиспаноамериканци | 58 (1,5%)     | 98 (2,7%)     |
| Укупно            | 3.887         | 3.620         |